# QuickHull

Animation des QuickHull Algorithmus

QuickHull ist ein Algorithmus zur Berechnung der konvexen Hülle einer beliebigen endlichen Menge von Punkten im zwei- oder dreidimensionalen Raum. Die konvexe Hülle einer Menge von Punkten wird beschrieben durch einen geschlossenen Polygonzug, der die Verbindung aller Extremalpunkte der Menge darstellt, und somit alle Punkte der Menge einschließt. Eine häufig verwendete intuitive Erklärung dieser Hülle ist ein Gummiband, welches sich um die Punktemenge spannt. Dieses bildet, wenn es straff auf allen äußeren Punkten aufliegt, die konvexe Hülle der Punktemenge.

## Namensgebung und Entstehung
Der Name QuickHull leitet sich aus der Ähnlichkeit zu Quicksort ab, einem Algorithmus zum Sortieren beliebiger Mengen. Er findet zum ersten Mal Erwähnung im Buch Computational geometry von Franco Preparata und Michael Shamos, in dem die beiden Autoren den hier beschriebenen Algorithmus vorstellen, der die Ideen anderer Autoren aufgreift.

## Grundidee
Die algorithmische Idee zu QuickHull kommt aus dem Prinzip „Teile und Herrsche“, das in der Informatik häufig zum Einsatz kommt. Es beschreibt die Vorgehensweise, das Problem in mehrere kleine Probleme zu unterteilen und diese dann durch Anwendung des gleichen Algorithmus rekursiv zu lösen. In diesem Zusammenhang wird oft versucht, die Teilung so geschickt zu wählen, dass durch diese bereits eine große Anzahl von ungültigen Lösungsmengen herausfallen. Durch diese Art des Aufbaus können Algorithmen, die nach diesem Prinzip entworfen worden, häufig einfach und gut lesbar implementiert werden, da sie eine verständliche rekursive Struktur besitzen.

## Pseudocode
Bezeichnungen: S ist die Menge der gegebenen Punkte, Sk ist die Menge der Punkte auf einer Seite der Geraden durch die Punkte P und Q.
```
Funktion
 QuickHull(S)
{
    
// Bestimmt die konvexe Hülle der Menge S

    Convex Hull := {} 
    A := Punkt ganz links
    B := Punkt ganz rechts
    Füge die Punkte A und B der konvexen Hülle hinzu
    // Die Gerade AB teilt die verbleibenden n - 2 Punkte in die Teilmengen S1 und S2
    S1 := Menge der Punkte in S, die auf der rechten Seite von AB sind
    S2 := Menge der Punkte in S, die auf der linken Seite von AB sind
    FindHull(S1, A, B)
    FindHull(S2, B, A)
    Ausgabe: Convex Hull
}

Funktion
 FindHull(Sk, P, Q)
{
    
// Bestimmt die Punkte auf der konvexen Hülle der Menge S
k, die auf der rechten Seite der Geraden PQ sind
    
Wenn
 Sk keine Punkte enthält 
dann

        Ausgabe: Convex Hull
    C := Der Punkt in Sk, der den größten Abstand von der Geraden PQ hat
    Füge den Punkt C in die konvexe Hülle zwischen den Punkten P und Q ein
    // Die drei Punkte P, Q und C teilen die verbliebenen Punkte von Sk in die Teilmengen S0, S1 und S2
    S0 := Die Punkte innerhalb des Dreiecks PCQ
    S1 := Die Punkte auf der rechten Seite der Geraden PC
    S2 := Die Punkte auf der rechten Seite der Geraden CQ
    FindHull(S1, P, C)
    FindHull(S2, C, Q)
    Ausgabe: Convex Hull
}
```

## Programmierung
Das folgende Beispiel in der Programmiersprache C# zeigt die Implementierung des QuickHull Algorithmus.
| Code-Schnipsel |
| using System.Drawing; using System.Collections.Generic; // Klasse, die die Methoden für den Algorithmus QuickHull deklariert class ConvexHull { // Diese Methode bestimmt die Seite der Geraden durch die Punkte point1 und point2, auf der der Punkt point liegt. Wenn der Punkt links von der Geraden liegt, wird der Wert 1 zurückgegeben. Wenn der Punkt rechts von der Geraden liegt, wird der Wert -1 zurückgegeben. Wenn der Punkt auf der Geraden liegt, wird der Wert 0 zurückgegeben. private static int GetSide(PointF point1, PointF point2, PointF point) { float area = (point.Y - point1.Y) * (point2.X - point1.X) - (point2.Y - point1.Y) * (point.X - point1.X); if (area > 0) { return 1; } if (area < 0) { return -1; } return 0; } // Diese Methode gibt einen Wert zurück, der proportional zum Abstand des Punkts point von der Geraden durch die Punkte point1 und point2 ist. private static float GetLineDistance(PointF point1, PointF point2, PointF point) { return Math.Abs((point.Y - point1.Y) * (point2.X - point1.X) - (point2.Y - point1.Y) * (point.X - point1.X)); } // Diese Methode gibt die Menge der Punkte der konvexen Hülle auf der gegebenen Seite der Geraden durch die Punkte point1 und point2 zurück private static void QuickHull(HashSet<PointF> convexHull, List<PointF> points, PointF point1, PointF point2, int side) { int index = -1; float maximumDistance = 0; // Diese for-Schleife bestimmt den Punkt mit dem maximalen Abstand zur Geraden, der auf der gegebenen Seite der Geraden liegt for (int i = 0; i < points.Count; i++) { float lineDistance = GetLineDistance(point1, point2, points[i]); if (GetSide(point1, point2, points[i]) == side && lineDistance > maximumDistance) { index = i; // Index des Punkts mit dem maximalen Abstand zur Geraden maximumDistance = lineDistance; } // Wenn kein Punkt gefunden wurden, werden die Endpunkte der Geraden zur konvexen Hülle hinzugefügt if (index == -1) { convexHull.Add(point1); convexHull.Add(point2); return; } // Rekursive Aufrufe der Methode für die linke Punktmenge und die rechte Punktmenge QuickHull(convexHull, points, points[index], point1, -GetSide(points[index], point1, point2)); QuickHull(convexHull, points, points[index], point2, -GetSide(points[index], point2, point1)); } // Diese Methode gibt die Menge der Punkte der konvexen Hülle zurück private static void QuickHull(HashSet<PointF> convexHull, List<PointF> points) { // Spezialfall für weniger als 3 Punkte if (points.Count < 3) { convexHull = new HashSet<PointF>(points); } int index1 = 0; int index2 = 0; // Diese for-Schleife bestimmt den Punkt mit der minimalen x-Koordinate (Punkt ganz links) und den Punkte mit der minimalen x-Koordinate (Punkt ganz rechts) for (int i = 1; i < points.Count; i++) { if (points[i].X < points[index1].X) { index1 = i; } if (points[i].X > points[index2].X) { index2 = i; } // Aufrufe der Methode QuickHull für die Punktmenge links der Geraden und die Punktmenge rechts der Geraden QuickHull(convexHull, points, points[index1], points[index2], 1); QuickHull(convexHull, points, points[index1], points[index2], -1); } // Hauptmethode, die das Programm ausführt public static void Main() { Random random = new Random(); // Initialisiert den Zufallsgenerator List<PointF> points = new List<PointF>(); // Liste der Punkte int numberOfPoints = 100; for (int i = 0; i < numberOfPoints; i++) // Diese for-Schleife erzeugt 100 zufällige Punkte { PointF point = new PointF(); point.X = (int)(random.NextDouble() * 1000); point.Y = (int)(random.NextDouble() * 1000); points.Add(point); // Fügt den Punkt der Liste hinzu } HashSet<PointF> convexHull = new HashSet<PointF>(); // Initialisiert die Menge der Punkte der konvexen Hülle QuickHull(convexHull, points); // Aufruf der Methode foreach (PointF point in convexHull) { Console.WriteLine(point); // Ausgabe auf der Konsole } |

## Beispiel

1. Initiale Punktmenge

Der Algorithmus operiert auf einer beliebigen endlichen Menge von Punkten. Es bestehen keinerlei besondere Anforderungen an die Anordnung oder Anzahl der Punkte. Eine symmetrische Anordnung der Punkte besitzt jedoch eine höhere Wahrscheinlichkeit die Best Case (bester Fall) Laufzeitschranke von {\displaystyle {\mathcal {O}}(n\cdot \log(n))} zu verlassen und deutlich langsamer zu sein.

2. Linke und rechte Extremalpunkte

Zur Bestimmung der ersten Aufteilung der Menge werden die beiden Extremalpunkte der X-Achse gesucht. Also diejenigen Punkte, welche am weitesten links und am weitesten rechts liegen. Diese Punkte können bereits dem Polygonzug der Konvexen Hülle hinzugefügt werden, da sie als Extrempunkte garantiert Bestandteil derselben sind.

3. Aufteilung in linke und rechte Punktmenge

Die beiden gefundenen Punkte bilden eine Gerade, welche die Punktmenge in zwei Bereiche teilt. Alle Punkte links von der Geraden repräsentieren eine Menge und alle Punkte rechts von der Gerade die andere. Rechts und links ergeben sich in diesem Zusammenhang aus dem Winkel zwischen dem Richtungsvektor der Trennungsgeraden und dem Vektor definiert durch den Anfangspunkt der Geraden und den zu überprüfenden Punkt. Ist dieser Winkel kleiner als 180°, dann wird der Punkt als rechts von der Geraden betrachtet, bei Winkeln größer 180° als links von ihr.
Die beiden durch diese Gerade getrennten Punktmengen werden nun rekursiv mit dem QuickHull Algorithmus weiter verarbeitet. In diesem Beispiel wird lediglich der linke Teil der Punktemenge weiter betrachtet. Alle gemachten Aussagen treffen äquivalent auch auf den rechten Teil zu.

4. Punkt mit maximaler Distanz von der Geraden

Innerhalb der betrachteten Punktmenge wird jener Punkt bestimmt, der die maximale Distanz von der Geraden besitzt. Dieser ist offensichtlich ebenfalls ein Bestandteil des gesuchten Polygonzugs. Zusammen mit dem Start- und Endpunkt der Geraden entsteht ein Dreieck.

5. Punkte innerhalb des Dreiecks werden ignoriert

Das Dreieck setzt sich zusammen aus drei Punkten, von denen alle Bestandteil des Konvexen-Hülle-Polygons sind. Aus diesem Grund können alle Punkte im Inneren dieses Dreiecks nicht Bestandteil dieses Polygons sein, da sie ja bereits in seinem Inneren liegen. Alle Punkte innerhalb dieses Dreiecks können also bei weiteren rekursiven Aufrufen des Algorithmus ignoriert werden.

6. Erneute Aufteilung und rekursiver Aufruf

Die sich als Seiten des Dreiecks ergebenden Geraden werden nun als erneute Trenngeraden der Punktemenge betrachtet. Alle Punkte links von dem Dreieck repräsentieren eine Menge, alle Punkte rechts von dem Dreieck die andere.

7. Das fertige Konvexe-Hülle-Polygon

Diese rekursive Aufteilung und Bestimmung weiterer Punkte wird so lange wiederholt, bis nur noch der Start- und Endpunkt der Trenngeraden Bestandteil der zu betrachtenden Punktmenge sind, denn in diesem Fall ist klar, dass diese Gerade ein Segment des gesuchten Polygonzugs darstellt.